# ونگرم
ونگرم (به انگلیسی: Vanagaram) یک منطقهٔ مسکونی در هند است که در تامیل نادو واقع شده‌است.